# بی بی دول
دراگانا تودوروویچ (née Šarić ; سیریلیک صربی: Драгана Тодоровић, née Шарић ; متولد ۲ اکتبر ۱۹۶۲)، که بیشتر با نام هنری بی بی دول شناخته می‌شود (سیریلیک صربی: Беби Дол، ت. «Baby Doll»)، خواننده و ترانه‌سرای صرب و یوگسلاوی است. او که در بلگراد به دنیا آمد. او نماینده یوگسلاوی در مسابقه آواز یوروویژن ۱۹۹۱ با «برزیل» بود. او تا به امروز چهار آلبوم استودیویی منتشر کرده و تعدادی آهنگ موفق در صربستان و یوگسلاوی سابق داشته است.